# 澳門大學附屬應用學校

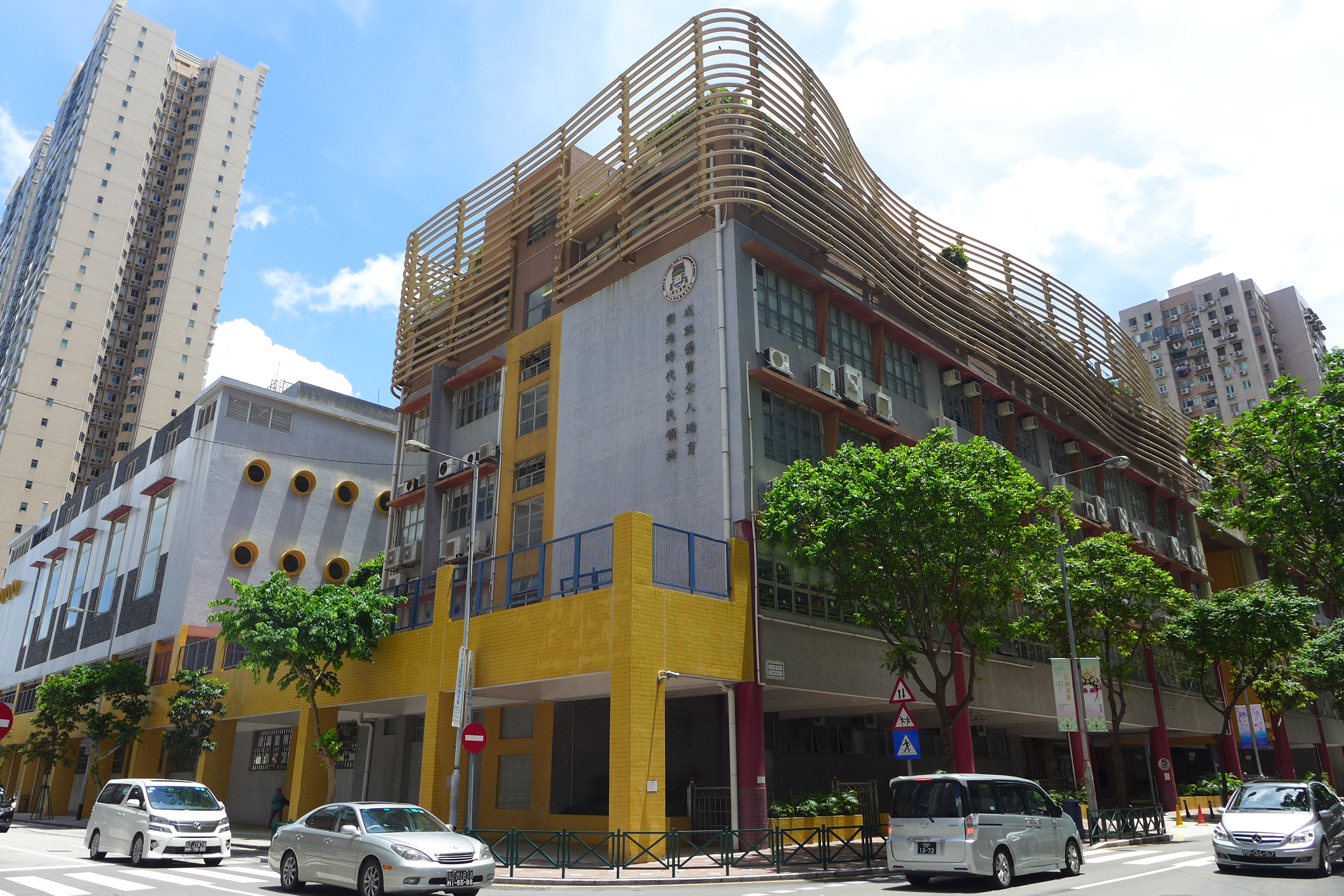
澳門大學附屬應用學校

澳門大學附屬應用學校（葡萄牙語：Escola de Aplicação Anexa à Universidade de Macau），是位於澳門氹仔花城大連街的一所「一條龍制」免費教育系統的私立學校。該校於1998年2月18日創辦，由澳門大學及澳門大學校友會組成的澳大附屬學校協會負責管理，并以粵語、普通話、和英語教學。

## 歷史
1998年2月18日，澳門大學附屬應用學校創立，由澳門大學及澳門大學校友會組成。李寶田為第一任校長。
1999年6月28日，澳門大學附屬應用學校揭幕儀式由前葡澳總督韋奇立主持。前葡澳總督韋奇立、前政務司黎祖治博士、前澳門大學校長周禮杲教授等人為校舍開幕禮剪綵。 
2003年9月，澳門大學附屬應用學校轉為一所納入公共學校網的私立學校，並提供十五年的基礎義務教育。
2007年，擴建新校舍，包括修建禮堂（現為嚮往堂）等項目。2007年6月，澳門大學附屬應用學校家長教師會正式註冊，澳門大學附屬應用學校家社亦於本學年創立。 
2008年，盧蘭馨擔任為新校長並擔任至今。
2013年4月9日，澳門大學附屬應用學校校友會正式註冊。2018年12月，澳門大學附屬應用學校獲「澳門基金會」和「教育發展基金」資助。開始名為「澳門大學附屬應用學校重建禮堂大樓工程」的重建工程。此後的多年來，澳門大學附屬應用學校亦多次獲「澳門基金會」和「教育發展基金」的資助。
2023年3月18日，澳門大學附屬應用學校舉行慶祝建校25週年感恩禮暨厚德樓啟用儀式。

## 教育
澳門大學附屬應用學校於2003年9月納入公共學校網，是一間「一條龍」免費教育系統的私立學校，學校以粵語、普通話、和英語教學，並提供十五年的免費義務教育。澳門大學附屬應用學校2024/2025學年共有80個教學班，2359名學生和201名教職員。

## 學校標識

### 澳門大學附屬應用學校校徽
澳門大學附屬應用學校校徽的設計意念，建基於現時澳門大學的校徽，校徽採用綠、藍、橙三色，并有海浪，嘉樂庇大橋，書上的幼苗等圖案，各有寓意。校徽上寫有校訓總綱“修己善群”的綵帶和分別用中、葡文書寫的“澳門大學附屬應用學校”的校名字樣組成。

澳門大學附屬應用學校校徽

## 學校架構

### 澳門大學附屬應用學校家社
家社制度的建立是為了勉勵校園教職員工與學生，學兄弟與姐妹之間的互相關懷和溝通。按男女比例，隨機編配全體教職員生分別歸屬紅、黃、藍、綠其中一社，編制為終身從屬制。